# تیونیل کلرید
تیونیل کلرید (به انگلیسی: Thionyl chloride) با فرمول شیمیایی SOCl2 یک ترکیب شیمیایی با شناسه پاب‌کم 24386 است. که جرم مولی آن 118.97 g/mol می‌باشد. شکل ظاهری این ترکیب، مایع بی‌رنگ شفاف است. در ضمن این ترکیب شیمیایی در ساختار لوییس خود ۳ پیوند کوالانسی درون مولکولی از نوع اشتراکی دارد و اتم مرکزی جفت الکترون ناپیوندی دارد و به اتم های کناری نا همسان متصل است و تقارن خاصی ندارد پس یک مولکول قطبی است.